# Premio Grammy a la mejor interpretación de hard rock/metal vocal o instrumental
El premio Grammy a la mejor interpretación de hard rock/metal vocal o instrumental fue un galardón otorgado a los álbumes de calidad dentro del género del rock alternativo en el contexto de los premios Grammy, ceremonia establecida en 1958 y llamada originalmente premios Gramophone. Los reconocimientos en cada categoría son entregados en una ceremonia anual por The Recording Academy de los Estados Unidos con la intención de  «distinguir a los logros artísticos, la pericia técnica y la excelencia general en la industria de la grabación, sin tener en cuenta las ventas del álbum o su posición en las listas».
La Academia reconoció a los artistas de hard rock por primera vez en 1989 bajo la categoría de mejor interpretación de hard rock/metal vocal o instrumental, combinando dos de los géneros más populares de la década de 1980. La entrega de este premio en 1989 generó una fuerte polémica, ya que la banda británica Jethro Tull fue anunciada como ganadora frente a los favoritos Metallica. La decisión fue recibida con sorpresa y críticas por parte del público, la prensa especializada y músicos como Alice Cooper o el propio Lars Ulrich, lo que llevó a la Academia a dividir la categoría en dos al año siguiente. Algunos periodistas opinaron que la música de Jetro Tull no pertenecía al hard rock o al heavy metal. A modo de respuesta, la Academia creó las categorías de mejor interpretación de hard rock y mejor interpretación de metal, separando los géneros. Este incidente se considera un ejemplo de cómo los premios Grammy no están relacionados con la opinión colectiva y hasta Entertainment Weekly lo mencionó como el mayor revés en la historia de estos galardones.

## Premio

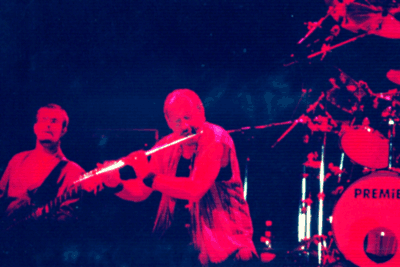
Jethro Tull tocando en 1997. La flauta traversa es una característica del grupo.

En 1988 The Recording Academy decidió añadir una categoría para las interpretaciones de hard rock y heavy metal en la 31.ª edición de los premios Grammy. Los trabajos nominados incluyeron Blow Up Your Video de AC/DC, «Cold Metal» de Iggy Pop (del álbum Instinct), Nothing's Shocking de Jane's Addiction, Crest of a Knave de Jethro Tull y ...And Justice for All de Metallica. El cantante de Jethro Tull Ian Anderson se sorprendió por esta nominación, ya que ni él ni los críticos consideraban que la música del grupo perteneciera al género del heavy metal.
La interpretación de Metallica en la ceremonia, celebrada en febrero de 1989 en el Shrine Auditorium de Los Ángeles marcó la primera vez que un grupo de heavy metal tocara en una celebración de los premios Grammy. Se esperaba que Metallica ganara el premio y la discográfica Crysalis Records comunicó a los miembros de Jethro Tull que no se molestaran en presentarse en la entrega, ya que «probablemente no ganarían». Se otorgó el premio a Jethro Tull (Ian Anderson, Martin Barre y Dave Pegg fueron quienes lo recibieron) y cuando las presentadores Alice Cooper y Lita Ford anunciaron el resultado, se escucharon los abucheos del público. Anderson, que asumió que la banda había sido reconocida por sus veinte años de trayectoria y no por un álbum individual, afirmó más tarde que fue «afortunado» por no haber asistido a la ceremonia, admitiendo que «de ninguna forma podría haber aceptado [el premio] bajo esas circunstancias».

## Consecuencias y repercusión

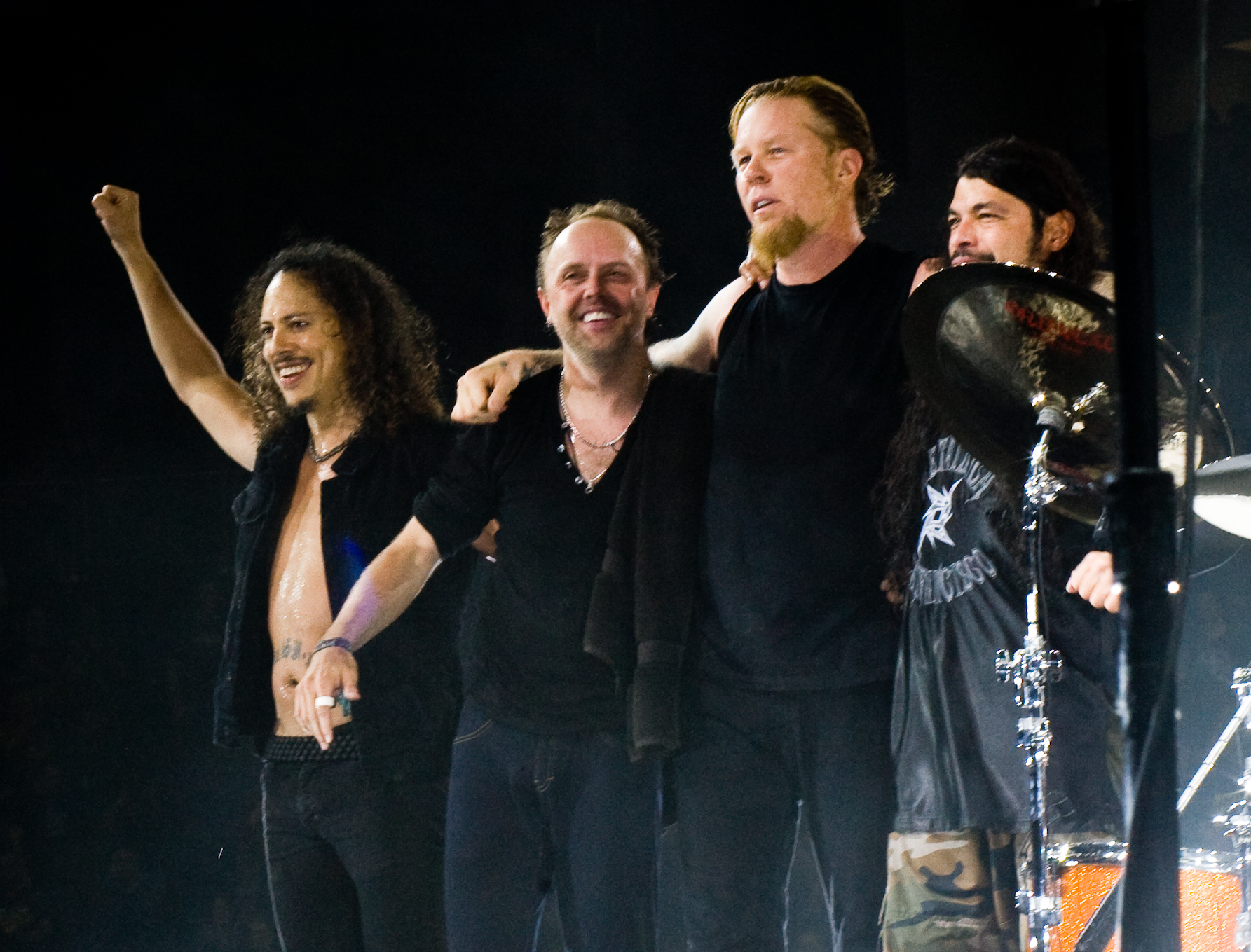
Metallica, la banda que posee el récord de premios obtenidos en la categoría de mejor interpretación de metal, tocando en 2008.

El resultado, considerado «una vergüenza» por parte de la Academia, generó mucha polémica. Como respuesta a las críticas que recibieron tras el premio, la discográfica de Jethro Tull publicó una propaganda en la revista Billboard con el dibujo de una flauta (parte de su sonido característico) sobre unos postigos de hierro y la frase «¡La flauta es un instrumento de heavy metal!». Metallica añadió a su vez a los posteriores lanzamientos de ...And Justice for All un cartel que decía «Los perdedores de los premios Grammy».
Se crearon en 1990 categorías separadas llamadas mejor interpretación de hard rock y mejor interpretación de metal y ganó tres años consecutivos en la primera por la canción «One», su versión de «Stone Cold Crazy» de Queen y su álbum Metallica. Cuando ganaron el premio en 1991, el baterista Lars Ulrich hizo referencia al episodio, «agradeciendo» a Jethro Tull por no haber lanzado un álbum ese año, aunque en realidad habían puesto a la venta Catfish Rising en 1991. Una década después de que Jethro Tull derrotara a Metallica, Ulrich admitió: «Estaría muerto si no te dijera que estaba desilusionado. La naturaleza humana indica que uno debería ganar más que perder, pero Jethro Tull llevándose [el premio] parecía una burla a las intenciones del evento». Hacia 2010, Metallica posee el récord de la mayor cantidad de premios en la categoría, con un total de seis.
Este incidente se cita frecuentemente como un ejemplo para demostrar que el comité de selección de los premios Grammy no está en contacto con la opinión popular y también Entertainment Weekly lo nombró el mayor revés de la historia de estos reconocimientos. Otras publicaciones incluyeron el episodio en sus listas de los momentos culminantes de los premios Grammy, entre las que se cuentan Cracked.com (primer puesto), Time (décimo lugar) y The Ventura Country Star (vigésima posición).